# Nationaal park Salla
Nationaal park Salla (Fins: Sallan kansallispuisto/Zweeds: Salla nationalpark/Samisch:Salla álbmotmeahcci) is een nationaal park in Finland. Het park werd opgericht op 1 januari 2022 (in het vroegere natuurreservaat Sallatunturi) in de gemeente Salla en beslaat een oppervlakte van 98,8 vierkante kilometer. In het park ligt de heuvel Iso Pyhätunturi (477 m). Het landschap bestaat uit oude bossen, venen en wetlands. Het auerhoen komt er voor en is het embleem van het nationaal park.